# Pedro Luis Cazes Camarero
Pedro Luis Cazes Camarero es un periodista, farmacéutico,  investigador, escritor  y  docente universitario  argentino , ex militante político  del PRT  (Partido Revolucionario de los Trabajadores).  
Nació en Buenos Aires en 1945. Fue  militante de la  izquierda argentina durante los años 60 y 70 del siglo XX. Fue además  director de  la publicación «El Combatiente», órgano del Partido Revolucionario de los Trabajadores,  y de  «Estrella Roja», órgano del Ejército Revolucionario del Pueblo.  También dirigió  por un tiempo   la revista  «Crisis»  a finales de los años 80  y   la publicación «En la Calle». Es además  autor de numerosos libros, artículos científicos y políticos. Ha brindado numerosas entrevistas escritas y en  formato audiovisual.   
Cazes Camarero estuvo preso durante las dictaduras de  Juan Carlos Onganía y   Alejandro Agustín  Lanusse.  Participó de la fuga de la cárcel de Rawson en agosto de  1972 y del "Devotazo"  el 25 mayo de 1973.  En septiembre de 1973  durante la presidencia de Lastiri es detenido nuevamente y encarcelado hasta el año 1983.

## Formación y carrera docente
Pedro Cazes Camarero es  farmacéutico, Magister Scienciae en Metodología de la Investigación Científica, Especialista en Epistemología, Diplomado en Salud Pública. Fue docente de Biofísica en la Escuela de Enfermería Profesional de la Facultad de Medicina de la UBA y de diversos Cursos de Postgrado en Metodología  para Profesionales de la Salud. Actualmente es investigador en el Centro de Investigaciones en Nanomedicina y Nanofarmacología de la Facultad de Medicina de la UBA (CIN-NanoF) y colabora con la publicación virtual «Purochamuyo».  Trabajó en el hospital nacional Posadas y ocupó por un tiempo el cargo de director. 

## Su inicio en  la militancia política
Pedro Cazes Camarero inició su actividad política en el Partido Socialista de Vanguardia, una escisión del Partido Socialista ,  cuando tenía 14 o 15 años para luego pasar a  militar  en el partido trotskista  Palabra Obrera en   1962. Militaba en la Capital Federal y en la zona sur del conurbano bonaerense.  Ingresa al partido cuando Ángel Bengoechea regresaba de la experiencia cubana y plantea la lucha armada. Cuando Palabra Obrera se fusiona con el FRIP (Frente Revolucionario Indoamericano y Popular) en 1965 nace el Partido Revolucionario de los Trabajadores. Pedro Cazes Camarero se convierte en un militante del PRT. En 1968 se produce a división del PRT en dos fracciones: una dirigida por Mario Roberto Santucho y la otra por  Nahuel Moreno.  Cazes Camarero opta por permanecer en la fracción de Santucho denominada PRT "El Combatiente" que era favorable a la lucha armada , a diferencia del sector de Nahuel Moreno que conforma  el PRT "La Verdad".   
Cazes Camarero fue encarcelado por un tiempo en el marco de la ley anticomunista de Onganía (ley 17.401) por cuestiones ideológicas. Pedro Cazes Camarero,  era miembro del comité militar de Buenos Aires del PRT  y es detenido por segunda vez, junto a varios compañeros  en 1971 ,durante el gobierno de Lanusse.  Estuvo encarcelado entre el 8 de julio de 1971 y el 25 de mayo de 1973, fecha de asunción del presidente Héctor Campora.       

## Fuga de Trelew
Cazes Camarero participó en la fuga de Trelew en agosto de  1972, mientras estaba detenido en esa unidad penitenciaría.  El 15 de agosto de 1972, después de participar en la toma de la cárcel, Pedro Cazes Camarero salió hasta la entrada del penal de Rawson. Se quedó ahí  esperando, mientras algunos de sus compañeros del Ejército Revolucionario del Pueblo (ERP) escapaban en los autos que lograban detener en la calle. Fue uno de los más de cien presos que no lograron conseguir vehículos para completar la fuga.  Pedro Cazes Camarero  fue uno de los cuatro que negoció la entrega de la cárcel con el Ejército Argentino, mientras que  sólo cinco lograban volar a Chile, y diecinueve serían fusilados en Trelew, hecho que se conoce como masacre de Trelew.  

## El Devotazo
Cazes Camarero es liberado  ese 25 de mayo de 1973  en el evento que se conoce como  "Devotazo" por el cual se amnistió a una gran cantidad de presos políticos, muchos de los cuales eran del PRT. Cazes Camarero tuvo un rol destacado ese día como representante de los presos políticos del PRT-ERP.  Más de la mitad de los presos políticos eran miembros del PRT-ERP y había miembros de las guerrillas peronistas.  Además había militantes políticos del PC, del PCR, de OCPO y del GOR.  Eran aproximadamente unos 550 en total, distribuidos en cinco pisos de la cárcel de Villa Devoto. Ese día una gran movilización partió de la Plaza de Mayo hacia la cárcel de Villa Devoto, exigiendo la liberación de los presos que habían luchado contra la dictadura militar.  Un grupo de manifestantes intentó derribar el portón de entrada con un  poste de luz. El director del penal aterrado  convocó a los representantes de los presos políticos para calmar los ánimos. Uno de ellos era Pedro  Cazes Camarero. El director les imploró que calmaran  a las masas que estaban afuera del penal utilizando un pequeño megáfono, a lo cual se negaron.  Eran miles de manifestantes que llevaban carteles y antorchas. Desde presidencia de la nación llamó por teléfono  Esteban Righi   informando que se iba a elevar un proyecto de amnistía para los presos políticos a los efectos de concretar la liberación en un mes. Cazes Camarero habló con Righi y le preguntó : " ¿Pero ustedes tienen noción de lo que está pasando acá?"  Righi responde : "Bueno, escuchen esto, va para allá  por orden del presidente el compañero Abal Medina con el indulto que Uds están exigiendo". Cazes Camarero tomó el megáfono y explicó lo resuelto a los manifestantes que estaban afuera del penal.   Juan Manuel  Abal Medina llega, toma el megáfono y anuncia el  indulto presidencial. Acto seguido se abrieron las puertas del penal y los presos salieron ( De Santis, 2010).

## Nueva detención
Si bien el 25 de mayo de 1973 Pedro Cazes Camarero  es liberado, es detenido nuevamente pocos meses después,   el 10 de septiembre de 1973 y  estuvo preso durante 10 años hasta el 10 de octubre de 1983. Luego de ser liberado viajó a Nicaragua.

## En Nicaragua y Libia
En plena revolución sandinista,  Pedro Cazes Camarero consiguió un millón de dólares de una fundación alemana para crear un laboratorio de remedios, si bien el dinero se usó  para otros fines según ha declarado en entrevistas.  Al poco tiempo dejó el país centroamericano, “espantado por la deriva burocrática” del sandinismo.  Se fue a la Libia de Khadaffi, por un proyecto del  cual no revela detalles. Allí, su estadía también duró poco tiempo: “Más que nada por la brecha cultural y por cómo trataban a las mujeres”, confesó.

## Regreso a la Argentina
Regresó a  su Buenos Aires natal durante los años 90 del siglo XX.  Trabajó en la Facultad de Medicina de la UBA, donde se dedicó a dar clases y a investigar sobre el uso de plantas medicinales de los pueblos originarios .Trabajó como jefe de laboratorio en el Hospital Gandulfo de Lomas de Zamora.

## La expedición al Chaco
En 2006 hizo Pedro Cazes Camarero  participó en la expedición a Pampa del Indio, en Chaco. Cazes Camarero llegó a Pampa del Indio junto a un grupo de sanitaristas encabezados por el director del Hospital Gandulfo, Carlos Oviedo. Preocupados porque el Chagas era una enfermedad de los pobres, que sólo habían visto en artículos y estadísticas, decidieron ir allí, una de las zonas megaendémicas de Latinoamérica, cerca de la frontera chaqueña con Formosa. Durante algo más de dos semanas, Cazes Camarero, Oviedo y su equipo vivieron en los márgenes del pequeño pueblo de Pampa del Indio. De día visitaban ranchos y revisaban pacientes con Chagas, ayudados por médicos bilingües del hospital local. Hablaban castellano y  quom y eso les ayudaba a entrar en confianza con los vecinos del lugar.  Habían comprado dos motos con equipos para fumigar y una ambulancia que habían traído de Santiago del Estero, y que antes de irse la regalaron al hospital. De noche  dormían en carpas protegidas con telas mosquiteras para evitar el ingreso de las vinchucas, los  insectos que contagian la enfermedad del Chagas.  Durante su estadía en Chaco, Pedro Cazes Camarero y Carlos Oviedo comprobaron que los niños que en la primera etapa de la enfermedad habían sido curados con comprimidos de beznidazol se volvían a infectar. Seguían viviendo en casas precarias, infestadas de vinchucas, y eran picados nuevamente. El contagio no se frenaba y para peor, en esos años los laboratorios Roche y Bayer estaban empezando a discontinuar la fabricación de las drogas contra el Chagas.
Años después en abril del 2015 tras descifrar la vieja patente de Bayer, que ya no era rentable para un mercado de chagásicos pobres, un equipo de farmacéuticos y médicos de la UBA convocados por Oviedo y Cazes Camarero después de la experiencia de Pampa del Indio, se  había logrado sintetizar nifurtimox, una droga contra el Chagas que había dejado de producirse en los años noventa porque no era rentable para las farmacias.   

## Documentales
Pedro Cazes Camarero aparece entrevistado en  la película documental Gaviotas Blindadas del grupo de cine Mascaró Cine Americano,  compuesto  por Aldo Getino, Mónica Simoncini y  Omar Neri. Tambien aparece entrevistado en la pelicula "Trelew, la fuga que fue masacre" de la cineasta  Mariana Arruti.  

## Publicaciones
“Poemas y canciones de la cárcel” (1989) es el primer libro de Cazes Camarero. El segundo se tituló  “Las Llaves del Tiempo”  (1992).  El argumento de este libro  se basa en que un profesor, un padre y su hija investigan una teoría que puede cambiar el destino de la humanidad. Pero tras ellos acechan quienes quieren apoderarse del experimento.  Se trata de una historia de ciencia-ficción que es también la historia de un amor entre una adolescente y un hombre que tiene la edad de su padre. El libro "El baqueano Molina y los Tragaleguas"  recibió una mención   en el concurso Letra Sur.  Las Estrategias de la Aurora" fue publicado en 2019 por Prometeo Libros. El libro trata sobre un siglo de revoluciones, centrándose en Rusia, España y Vietnam. 

## Libros publicados
- Poemas y canciones de la cárcel (1989)
- Las Llaves del Tiempo (1992) ISBN 978-950-581-205-9
- El Che y la Generación del ’70 (1989)
- El baqueano Molina y los Tragaleguas ( año)
- Las Estrategias de la Aurora (2019) ISBN 9789875749986